# 拉尕堂遗址
拉尕堂遗址，位于中国青海省化隆县初麻乡初麻村，为青海省市县级文物保护单位，公布日期为1986年12月8日，类型为古遗址。
拉尕堂遗址的历史年代为青铜时代。